# 전경찬
전경찬(全景贊, 1899년 10월 12일 ~ 1951년 10월 11일)은 대한민국의 독립운동가이다.
본관은 정선(旌善), 호(號)는 산남촌(山南村)이다.

## 생애

### 일생
평안북도 구성(龜城) 출생인 그는 1919년 연초 시절 평안북도 귀성군 구성면 우부리(平安北道 龜城君 龜城面 佑部里)에 거주하고 있었으며 1919년 2월 1일 평안북도 귀성군 구성면이 평안북도 귀성군 구성읍으로 승격하는 사태를 목도하였고 1919년 3월 시절 평안북도 귀성 이 지역에서 전개된 독립만세운동에 참여하였다. 그는 1919년 3월 11일 오후 2시경 군내 남촌 남시(南村 南市) 장터에서 천도교인을 중심으로 한 4백여명의 군중과 함께 대한 독립 만세를 고창하며 시위를 벌였으며 1919년 3월 31일에는 평안북도 귀성군 구성면 면내와 귀성 남촌 남시 장터에 모인 2만여명의 군중과 함께 독립 만세 시위를 전개하고 일본 헌병 주재소를 공격하다가 끝내 피체되었다. 그후 1919년 9월 15일을 기하여 평안남도 평양고등법원에서 소위 보안법 위반으로 징역 1년형을 언도받아 옥고를 치렀으며 1920년에 만기출감하였다.

### 정당 당원 이력
- 한국독립당 상임위원(1925년 입당 ~ 1938년 탈당)
- 한국독립당 당무위원 겸 전임위원(1946년 재입당 ~ 1948년 재탈당)

### 서훈
대한민국 정부에서는 선생의 공훈을 기리어 1990년 3월 1일을 기하여 대한민국 건국훈장 애족장을 추서하였다.